# 대전평생학습관
대전평생학습관은 대전광역시 중구 대흥동 소재의 대전광역시교육청 산하 평생교육시설이다.

## 연혁
- 1961. 11. 07. 대전시립도서관 개관
- 1999. 09. 01. 대전학생문화회관 개관
- 2001. 12. 30. 대전학생문화회관과 대전시립도서관 통합
- 2002. 01. 01. 대전평생학습관 개관